# Cornularia cornucopiae
Cornularia cornucopiae (Pallas, 1766) è un ottocorallo alcionaceo della famiglia Cornulariidae, endemico del mar Mediterraneo.

## Descrizione
Forma colonie aderenti al substrato tramite stoloni molto ramificati da cui sporgono i polipi, di colore biancastro, alti circa un centimetro e di pochi millimetri di larghezza, avvolti alla base da un piccolo calice corneo, di colore giallastro, bruno chiaro o beige, da cui deriva il nome. I polipi sono privi di scleriti e hanno otto piccoli tentacoli, ciascuno portante da 14 a 18 paia di pinnule.

## Biologia
Questa specie manca di esemplari maschili e può riprodursi solo asessualmente, per partenogenesi o per distacco di una parte di colonia originaria.

## Distribuzione e habitat
La specie è endemica del mar Mediterraneo. In Italia è comune nel mar Ligure, nel Tirreno meridionale e nell'Adriatico centro-settentrionale.
Frequente su fondali rocciosi esposti alla corrente, sino a 25 m di profondità.